# Panilla spilotis
Panilla spilotis là một loài bướm đêm trong họ Erebidae.